# Kullasjön, Västerbotten
Kullasjön är en sjö i Umeå kommun i Västerbotten och ingår i Umeälvens huvudavrinningsområde. Den lilla sjön har en yta på 0,0787 kvadratkilometer, är 15 meter djup, och är belägen 69 meter över havet. Kullasjön skiljs endast av ett smalt näs från den något större Piparbölesjön, en knapp mil från centrala Umeå, och avvattnas av vattendraget Tvärån, även kallad Kullabäcken.
Sjöns östra sida är tätt bebyggd med fritidshus, medan den östra sidan närmast Norra Kullavägen (mellan Umedalen och Hissjö) är mer sparsamt bebyggd och erbjuder flera infarter för den som vill bada i kristallklart vatten – sjön ingår i Vindelälvsåsens vattenskyddsområde, varifrån bland annat Umeå hämtar sitt dricksvatten.

## Delavrinningsområde
Kullasjön ingår i det delavrinningsområde (709413-171456) som SMHI kallar för Namn saknas. Medelhöjden är 72 meter över havet och ytan är 13,72 kvadratkilometer. Det finns ett avrinningsområde uppströms, och räknas det in blir den ackumulerade arean 25,56 kvadratkilometer. Tvärån som avvattnar avrinningsområdet har biflödesordning 2, vilket innebär att vattnet flödar genom totalt 2 vattendrag innan det når havet efter 19 kilometer. Avrinningsområdet består mestadels av skog (75 procent). Avrinningsområdet har 0,08 kvadratkilometer vattenytor vilket ger det en sjöprocent på 0,4 procent. Bebyggelsen i området täcker en yta av 0,5 kvadratkilometer eller 3 procent av avrinningsområdet.